# Manuel Calviño
Manuel Calviño es Profesor Emérito de la Universidad de La Habana, profesor titular de la Facultad de Psicología de dicha Universidad. Ha sido miembro de la Comisión Metodológica de la Facultad de Psicología; de la Comisión de Carrera; del Consejo Científico de la Facultad de Psicología; de la Comisión Central de Extensión Universitaria; del Comité de Dirección de la Asociación Cubana de Publicistas y Propagandistas; del Comité Editorial Internacional de varias Revistas de Psicología - entre ellas Alternativas en Psicología; Revista Psicología en América Latina. Dirige la Revista Alternativas cubanas en Psicología (www.acupsi.org) y la Revista Integración Académica en Psicología (www.integracion-academica.org). Es el director Editorial de la Revista cubana de Psicología. Miembro de Mérito de la AIPET. Doctor honoris causa por la Universidad de Cajamarca, y por la Universidad de Huánuco, Perú. Ha colaborado como profesor en diversas instituciones universitarias en el extranjero, entre ellas en México, Colombia, Nicaragua, Chile, Brasil, Panamá, Italia, España, Estados Unidos, Rusia, Ecuador, España, Italia y otras. 
Publicaciones. Escribe y conduce la serie televisiva "Hacer y Pensar la Psicología" en la que participan destacados científicos y profesionales de la Psicología en Cuba. También en la Televisión cubana, desde hace 31 años realiza su más conocido espacio "Vale la Pena" que goza de amplia popularidad y aceptación.
Comunicador por excelencia, el Profesor Calviño es un conocido conferencista que hace de la Psicología un poderoso instrumento del mejoramiento humano.

## Publicaciones
Ha publicado diversos libros y decenas de artículos, en Cuba y otros países, referentes a la psicología y los múltiples aspectos humanos, entre ellos:
Trabajar en y con Grupos.
Orientación Psicológica. Modelo de Alternativas múltiples.
Psicología y Marxismo.
Actos de comunicación. Entre el compromiso y la esperanza.
Haciendo Psicología en sus Laberintos.
Psicología y Comunicación. Y los dinosaurios se echaron a volar.
Vale la Pena. Escritos con Psicología.
Cambiando la mentalidad... empezando por los Jefes.
Obras colectivas, como:
Hacer y Pensar la Psicología
El Che en la Psicología latinoamericana.
La formación en Psicología. Reflexiones y propuestas desde América Latina. 
Descubriendo la Psicología.
Pscicológía y Personalidad.
Motivación y emociones.
Análisis dinámico del Comportamiento.
El Profesor Calviño tiene un Canal en Yotube en el que se pueden ver algunos de sus programas Vale la pena, que se trasmiten en el Canal Cubavisión de Cuba desde hace 33 años. Además están allí algunas de las emisiones del programa "Hacer y Pensar la Psicología" bajo su guión y conducción. Se puede acceder en: https://www.youtube.com/channel/UCNp6TM-lg_NHaphO5Ogrx_A

## Reconocimientos
Distinción "Rafael María de Mendive"
Medalla "José Tey"
Distinción "Por la Educación Cubana"
Distinción por la Cultura Nacional
Medalla "Forjadores del Futuro"
Premio de Investigación en Ciencias Sociales
Miembro de Honor de la APC
Mención como Profesor Universitario más Destacado en la Extensión Universitaria
Medalla "A la Excelencia por la Comunicación", del Consejo Superior de Comunicación y Relaciones Públicas de España
Mención como Profesor más destacado en Trabajo Científico Investigativo de la Universidad de La Habana
Visitante Distinguido. Ayuntamiento de Puebla de los Ángeles, México
Premio "Pequeña Pantalla"
Gran Premio del Lector (2015)
Medalla Latinoamericana  de Psicología ALFEPSI (2018)
Premio Pluma de Cristal (2019) 
Premio Puertas de Espejo Biblioteca Nacional de Cuba. (2019) 
Artista de Mérito de la Televisión cubana (2020)